# Гаухман, Лев Давидович
Лев Давидович Гаухман (1931—2015) — советский и российский учёный-правовед, специалист в области уголовного права и криминологии, доктор юридических наук, профессор, Заслуженный работник МВД СССР, заслуженный деятель науки Российской Федерации (1995).

## Биография
Родился 2 августа 1931 г. в Москве. В 1954 г. окончил Московский юридический институт (ныне − юридический факультет МГУ им М. В. Ломоносова).
С 25 марта 1955 г. на службе в органах внутренних дел. Свое первое звание «лейтенант милиции» получил 2 декабря 1955 г., а последнее — «полковник милиции» — 5 марта 1976 года.
Службу начинал в следственных органах во Фрунзенском (Ленинском) районном отделе милиции г. Москвы. Вначале (до 9 февраля 1956 г.) работал следователем, затем (с 10 февраля 1956 до января 1961 г.) старшим следователем.
Оперативно-розыскной деятельностью в должности старшего оперуполномоченного занимался с января 1961 до 31 марта 1965 г. В целом в следственных и оперативно-розыскных органах проработал более 10 лет.
1 ноября 1958 г. зачислен соискателем кафедры уголовного права и процесса Высшей школы МООП МВД РСФСР и 2 июля 1964 г. без отрыва от основной работы защитил кандидатскую диссертацию по теме «Уголовно-правовая борьба с разбойными нападениями, совершаемыми с целью завладения личным имуществом граждан».
Почти 10 лет работал во ВНИИ охраны общественного порядка Министерства охраны общественного порядка РСФСР (затем — ВНИИ МВД СССР). С 1 апреля до сентября 1965 г. младший научный сотрудник, затем (с сентября 1965 до конца 1967 г.) старший научный сотрудник отдела методики и тактики оперативно-розыскной деятельности и с января 1968 до 18 февраля 1975 г. старший научный сотрудник отдела проблем предварительного следствия и дознания. В 1968 г. присвоено ученое звание «старший научный сотрудник».
На преподавательской работе с 1975 года:
- старший преподаватель кафедры уголовного права и процесса Московского факультета юридического заочного обучения при Академии МВД СССР (с 19 февраля 1975 до 17 сентября 1978 г.).
- начальник кафедры уголовного процесса МФЮЗО при Академии МВД СССР (с 18 сентября 1978 г. до октября-ноября 1980 г.), с 1980 года — профессор;
- начальник кафедры уголовного права МФЮЗО при Академии МВД СССР (с сентября 1980 г. до 18 августа 1984 г.).
- С 17 ноября 1984 до 16 сентября 1988 г. профессор кафедры криминологии и профилактики преступлений Академии МВД СССР,
- с 17 сентября 1988 до сентября 1993 г. профессор кафедры уголовного права и процесса Специального факультета Академии МВД СССР (РФ).

25 апреля 1978 г. во ВНИИ МВД СССР защитил докторскую диссертацию «Проблемы уголовно-правовой борьбы с насильственными преступлениями в СССР».
С сентября 1993 г. работал в Московском институте (с 2002 университете) МВД России. Вначале временно исполнял обязанности начальника кафедры, а затем (с 23 ноября 1993 до 3 июня 2003 г.) руководил кафедрой уголовного права и криминологии. С 4 июня 2003 и по 12 сентября 2011 года проходил службу в должности аттестованного профессора кафедры уголовного права Московского университета МВД России. Затем по выходу в отставку — профессор этой же кафедры до последнего дня жизни.
Подготовил четырёх докторов юридических наук (Аснис А. Я., Борисов С. В., Ендольцева А. В., Расторопов С. В.) и 25 кандидатов юридических наук.
С 2002 по 2014 год член Научно-консультативного совета при Верховном Суде Российской Федерации.
Лауреат премии Московского союза юристов «Фемида» и премии Министерства внутренних дел России «Честь и доблесть» по номинации «За интеллектуальный вклад в защиту законности и правопорядка».
Сфера научных интересов — проблемы уголовного права, криминологии, профилактики преступлений, административного права, оперативно-розыскной деятельности.
Опубликовал 216 научных трудов, из них 29 монографий (18 — в соавт.), 16 учебников (14 — под общей ред.), 9 учебных пособий (6 — в соавт., все под общей ред.), 7 научно-практических пособий (все в соавт.), 8 методических рекомендаций и разработок для практических работников и учащихся — слушателей и курсантов — ВУЗов МВД России (4 — в соавт.) и 12 лекций, он соавтор 3 комментариев к УК РФ.
Заслуженный работник МВД СССР (5.03.1981). 31 июля 1995 г. присвоено звание «Заслуженный деятель науки Российской Федерации». Награждён рядом медалей МВД СССР и РФ.
Умер 13 ноября 2015 г. в Москве.

## Основные работы
- Гаухман Л. Д. Борьба с насильственными посягательствами — М.: Юридическая литература, 1969;
- Гаухман Л. Д. Насилие как средство совершения преступления — М.: Юридическая литература, 1974;
- Гаухман Л. Д. Проблемы уголовно-правовой борьбы с насильственными преступлениями в СССР — Саратов: Издательство Саратовского университета, 1981;
- Гаухман Л. Д., Максимов С. В. Уголовная ответственность за преступления в сфере экономики — АО «Центр ЮрИнфоР» — 1996;
- Гаухман Л. Д., Максимов С. В. Ответственность за преступления против собственности — АО «Центр ЮрИнфоР» — 1997, 2001, 2003;
- Гаухман Л. Д., Максимов С. В. Преступления в сфере экономической деятельности. М., 1998;
- Гаухман Л. Д. Квалификация преступлений: закон, теория, практика — ЗАО «ЮрИнфоР» —2001, 2003, 2005, 2010, 2013;
- Гаухман Л. Д. Слово о науке — Институт «ЮрИнфоР-МГУ»;
- Гаухман Л. Д. Методико-теоретические основы подготовки научных и научно-педагогических кадров по уголовному праву — ООО «ЮрИнфоР-Пресс» — 2011.

## В искусстве
- Лев Давидович стал прототипом образа Ланге в книгах Александра Конторовича.